# П'ята Дрогобицька обласна партійна конференція
П'ята Дрогобицька обласна партійна конференція — партійна конференція Дрогобицького обласного комітету Комуністичної партії (більшовиків) України, що відбулася 9—10 вересня 1952 року в місті Дрогобичі.

## Порядок денний конференції
1. Звітна доповідь (доповідач Олексенко Степан Антонович);
2. Вибори керівних органів обласного комітету.

## Керівні органи Дрогобицького обласного комітету КП(б)У
Обрано обласний комітет у складі 65 членів обкому, 21 кандидата у члени обкому, Ревізійну комісію в складі 11 чоловік.

### Члени Дрогобицького обласного комітету КП(б)У
- 1.Бабійчук Василь Савелійович — 1-й секретар Жидачівського райкому КП(б)У
- 2.Бакалець Іван Антонович — 1-й секретар Журавнівського райкому КП(б)У
- 3.Біндас Ольга Іванівна — голова Дрогобицької обласної ради профспілок
- 4.Бороздін Василь Іванович — 1-й секретар Бориславського міськкому КП(б)У
- 5.Брич Петро Кирилович — 1-й секретар Дублянського райкому КП(б)У
- 6.Воронін В.І.
- 7.В'язовецький Володимир Мусійович — 1-й секретар Мостиського райкому КП(б)У
- 8.Гапій Дмитро Гаврилович — 1-й секретар Дрогобицького обкому КП(б)У
- 9.Гервасієв Андрій Микитович — командир 73-го стрілецького Сілезького корпусу 13-ї армії Прикарпатського військового округу, генерал-майор
- 10.Гриша Олександр Іванович — кол. секретар Дрогобицького обкому КП(б)У
- 11.Долганін Олександр Костянтинович — 1-й секретар Ходорівського райкому КП(б)У
- 12.Іщенко Григорій Ананійович — 1-й секретар Старосамбірського райкому КП(б)У
- 13.Карпічев Олександр Семенович — Дрогобицький обласний військовий комісар
- 14.Клещенко Іван Данилович — завідувач відділу партійних, профспілкових і комсомольських органів Дрогобицького обкому КП(б)У
- 15.Кобзін Юхим Никифорович — заступник голови Дрогобицького облвиконкому
- 16.Коваленко Іван Спиридонович  — завідувач відділу пропаганди і агітації Дрогобицького обкому КП(б)У
- 17.Ковальчук А.С.
- 18.Колбаса Юхим Опанасович — 1-й секретар Меденицького райкому КП(б)У
- 19.Колосовська Ганна Федорівна — 1-й секретар Дрогобицького обкому ВЛКСМ
- 20.Колошко С.Ф.
- 21.Костюк Олексій Григорович — 1-й секретар Дрогобицького міськкому КП(б)У
- 22.Котенко Григорій Тимофійович — начальник Політичного сектора Дрогобицького обласного управління сільського господарства
- 23.Крат Юрій Тихонович — 1-й секретар Судово-Вишнянського райкому КП(б)У
- 24.Макаренко Микола Васильович — завідувач промислово-транспортного відділу Дрогобицького обкому КП(б)У
- 25.Набока Григорій Кирилович — директор Дрогобицького вечірнього університету марксизму-ленінізму
- 26.Ніколенко Василь Васильович — 1-й секретар Самбірського райкому КП(б)У
- 27.Откаленко Олександр Матвійович — начальник Дрогобицького обласного управління сільського господарства
- 28.Павлінський Василь Євдокимович — 1-й секретар Комарнівського райкому КП(б)У
- 29.Павленко Григорій Калинович — 1-й секретар Дрогобицького райкому КП(б)У
- 30.Панкратова Євдокія Прокопівна — токар Стрийського вагоноремонтного заводу
- 31.Патин Василь Михайлович — начальник 2-ї укрупненої дільниці нафтовидобутку 8-го нафтопромислу тресту «Бориславнафта»
- 32.Певко Андрій Дмитрович — 1-й секретар Самбірського міськкому КП(б)У
- 33.Пономаренко Марія Миколаївна? — 2-й секретар Самбірського міськкому КП(б)У?
- 34.Ревва Валентин Павлович — 1-й секретар Новострілищанського райкому КП(б)У
- 35.Резніченко Костянтин Федорович — кол. секретар Дрогобицького обкому КП(б)У
- 36.Ржебаєв Євген Валеріанович — машиніст-інструктор паровозного депо Стрий
- 37.Розова А.І.
- 38.Романов Василь Григорович — директор Дрогобицького нафтопереробного заводу №2
- 39.Самбур Василь Іларіонович — 1-й секретар Миколаївського райкому КП(б)У
- 40.Сауков Іван Федорович — полковник прикордонних військ МДБ?
- 41.Сафонов Данило Кононович — 1-й секретар Сколівського райкому КП(б)У
- 42.Сачков О.І.
- 43.Сендзюк Феодосій Лук'янович — головний редактор Дрогобицької обласної газети «Радянське слово»
- 44.Сиротін К.Ф. — начальник Стрийського відділку залізниці
- 45.Скопін Віктор Дмитрович — 1-й секретар Стрийського міськкому КП(б)У
- 46.Соколова Марія Василівна — заступник головного лікаря Дрогобицької обласної лікарні?
- 47.Сороківський Михайло Васильович — голова колгоспу імені Сталіна Рудківського району
- 48.Спінякова Олена Пилипівна —  завідувачка відділу по роботі серед жінок Дрогобицького обкому КП(б)У
- 49.Стехов Сергій Трохимович — начальник Управління МДБ УРСР по Дрогобицькій області, полковник
- 50.Стукалов Костянтин Васильович — в.о. начальника нафтопромислового об'єднання «Укрнафта»
- 51.Теньковський Михайло Гордійович — голова Дрогобицької обласної планової комісії
- 52.Терещенко Олександр Максимович — 1-й секретар Стрийського райкому КП(б)У
- 53.Трофимчук Опанас Денисович — уповноважений Міністерства заготівель СРСР по Дрогобицькій області
- 54.Устенко Андрій Іванович — 2-й секретар Дрогобицького обкому КП(б)У
- 55.Філософов М.М.
- 56.Халавка Микола Іванович — голова Стрийського міськвиконкому
- 57.Харченко Іван Павлович — 1-й секретар Рудківського райкому КП(б)У
- 58.Чабан Андрій Ананійович — 1-й секретар Стрілківського райкому КП(б)У
- 59.Чепіжак Єфросинія Федорівна — заступник голови Дрогобицького облвиконкому
- 60.Черватюк Василь Федорович — 1-й секретар Нижанковицького райкому КП(б)У
- 61.Чечурін Л.М.
- 62.Чуб Григорій Михайлович —  секретар партійної колегії при Дрогобицькому обкомі КП(б)У
- 63.Шевченко Андрій Олександрович — завідувач сільськогосподарського відділу Дрогобицького обкому КП(б)У
- 64.Шелех Микола Родіонович — секретар Дрогобицького обкому КП(б)У
- 65.Яворський Іван Йосипович — голова Дрогобицького облвиконкому

### Кандидати у члени Дрогобицького обласного комітету КП(б)У
- 1.Авраменко Клавдія Іванівна
- 2.Банас Іван Миколайович — голова Старосамбірського райвиконкому
- 3.Гальчинський Федір Олександрович — 1-й секретар Підбузького райкому КП(б)У
- 4.Голуб Олексій Тарасович — 1-й секретар Хирівського райкому КП(б)У
- 5.Демидов Володимир Миколайович — керуючий тресту «Укрнафтозаводи»
- 6.Доценко Олександр Іванович — головний агроном Меденицького районного відділу сільського господарства?
- 7.Заєць Марія Василівна — ланкова колгоспу імені Сталіна (с.Ралівка Самбірського району)
- 8.Кисільов Я.Є.
- 9.Козаков Петро Михайлович — завідувач відділу шкіл Дрогобицького обкому КП(б)У
- 10.Літус Савелій Карпович – начальник політвідділу Стрийської МТС Стрийського району
- 11.Маланчин Микола Михайлович — голова Жидачівського райвиконкому
- 12.Мілютін Олександр Іванович
- 13.Мордовцев Степан Іванович — 1-й секретар Крукеницького райкому КП(б)У
- 14.Нестор Ф.В.
- 15.Оліпер Михайло Ілліч — 1-й секретар Боринського райкому КП(б)У
- 16.Підпригорщук Микола Володимирович — директор Дрогобицького педагогічного інституту
- 17.П'ятигорець Григорій Миколайович  — 1-й секретар Добромильського райкому КП(б)У
- 18.Сердюк Тарас Михайлович — 1-й секретар Турківського райкому КП(б)У
- 19.Соболь Теодозій Йосипович — голова Дрогобицького райвиконкому
- 20.Шипша Григорій Андрійович – начальник політвідділу Гніздичівської МТС Жидачівського району
- 21.Широкоряденко Олексій Володимирович — голова правління Дрогобицької обласної спілки споживчої кооперації

### Члени Ревізійної комісії обласного комітету КП(б)У
- 1.Гранкін Олександр Іванович — керуючий тресту «Укргазвидобуток»
- 2.Євдокименко Мойсей Степанович — завідувач Дрогобицького обласного відділу харчової промисловості
- 3.Зубатенко Тамара Іванівна — 2-й секретар Дрогобицького райкому КП(б)У
- 4.Литвин Іван Пилипович — голова Комарнівського райвиконкому
- 5.Монастирський Іван Володимирович — 2-й секретар Бориславського міськкому КП(б)У
- 6.Сивохіп Іван Федорович — голова Самбірського міськвиконкому
- 7.Січкар Григорій Михайлович —  секретар Жидачівського райкому КП(б)У
- 8.Сухенко Володимир Панасович — завідувач Дрогобицького обласного відділу народної освіти, голова Ревізійної комісії
- 9.Тарапацький Йосип Августович — голова колгоспу імені Хрущова Мостиського району
- 10.Туз Ганна Петрівна — 2-й секретар Боринського райкому КП(б)У
- 11.Щепетильникова М.П.

10 вересня 1952 року відбувся 1-ий пленум Дрогобицького обласного комітету КП(б)У. 1-м секретарем обкому КП(б)У обраний Гапій Дмитро Гаврилович, 2-м секретарем — Устенко Андрій Іванович, секретарем — Шелех Микола Родіонович.
Обрано бюро Дрогобицького обласного комітету КП(б)У: Гапій Дмитро Гаврилович, Устенко Андрій Іванович, Шелех Микола Родіонович, Яворський Іван Йосипович, Костюк Олексій Григорович, Стехов Сергій Трохимович, Клещенко Іван Данилович, Стукалов Костянтин Васильович, Гервасієв Андрій Микитович. Кандидатами в члени бюро Дрогобицького обласного комітету КП(б)У обрані Колосовська Ганна Федорівна, Біндас Ольга Іванівна і Сендзюк Феодосій Лук'янович.